# Evelyn Nwabuoku
Evelyn Chiedu Nwabuoku (14 de noviembre de 1985; Lagos, Nigeria) es una futbolista nigeriana. Juega de centrocampista y su equipo actual es el Guingamp de la Division 1 Féminine francesa.
En la liga nigeriana ha jugado en las Bayelsa Queens y las Rivers Angels. En 2015 fichó por el BIIK Kazygurt, con el que debutó en la Champions League.
Fue la capitana de la selección nigeriana en el Campeonato de África 2014 y el Mundial 2015.

## Clubes
| Club           | País       | Año             |
| -------------- | ---------- | --------------- |
| Bayelsa Queens | Nigeria    |                 |
| Rivers Angels  | Nigeria    | - 2015          |
| BIIK Kazygurt  | Kazajistán | 2015            |
| Östersunds DFF | Suecia     | 2016            |
| Guingamp       | Francia    | 2016 - Presente |